# Naururohrsänger
Der Naururohrsänger (Acrocephalus rehsei, im Nauruischen als Itsirir bekannt) ist ein bräunlich gefärbter Singvogel aus der Gattung der Rohrsänger (Acrocephalus) innerhalb der Familie der Rohrsängerartigen (Acrocephalidae). Diese eher wenig erforschte Art gilt als derzeit einziger Singvogel der mikronesischen Insel Nauru, wo sie ausschließlich vorkommt und somit dort endemisch ist; aufgrund ihres beschränkten Vorkommens gilt sie als gefährdet. Sie wurde erst im Jahr 2011 in den Artstatus erhoben und davor meist als konspezifisch mit dem Guamrohrsänger (A. luscinius) betrachtet.

## Beschreibung

### Aussehen
Mit einer Größe von etwa 15 cm ist dieser Vogel ein mittelgroßer Rohrsänger; es besteht kein Sexualdimorphismus. Sein Schnabel ist lang, dünn und gerade. Oben ist er dunkelgrau, unten dumpf rosafarben, zur Spitze hin etwas dunkler. Der Naururohrsänger hat einen breiten, cremebraunen, hinter dem Auge schmaler und dunkler werdenden Überaugenstreif, der von der Schnabelbasis bis zu den Ohrdecken reicht. Die Zügel sind dunkelbraun und bilden so einen dunklen Kontrast zu den restlichen Kopfseiten. Hinter dem von einem undeutlichen Ring umgebenen Auge, dessen Iris dumpf braun ist, setzt sich die dunkelbraune Zügelfärbung fort und wird breiter, sodass sie mit der Nackenfärbung verschmilzt. Die Ohrdecken sind blass zimtbraun und werden zum Nacken hin ebenfalls dunkler, wodurch auch dort ein fließender Übergang entsteht. Nacken, Mantel und Schultern sind von einheitlich rötlichbrauner Farbe, die sich auf dem Rücken fortsetzt. Zum Bürzel und zu den Oberschwanzdecken hin wird die Färbung etwas heller und nimmt eine rostbraune Tönung an. Die Schwanzfedern sind dunkelbraun mit warmen rötlichbraunen Rändern, der Schwanz ist deutlich abgerundet. Die Färbung an Kinn und Kehle ist dumpf cremefarben und wird zur Brust hin wärmer und bräunlicher; diese hat oft einen leicht gelblichen Anflug. Die Brustseiten und oberen Flanken sind rötlichbraun, die unteren Flanken und Unterschwanzdecken sind dunkler und gesättigter gefärbt. Die geschlossenen Flügel erscheinen kurz und abgerundet, wobei ihre Spitze von der dritten und vierten Handschwinge gebildet wird, die dritte ist ausgebuchtet. Die Armdecken und Schirmfedern sind dunkelbraun, ihre Federn sind von breiten, diffusen, rötlichbraunen Säumen umrandet. Ebenfalls dunkelbraun sind die Handdecken, Handschwingen und Armschwingen, wobei die beiden Letzteren auch rötlichbraune, aber viel schmalere Federsäume aufweisen. Die ebenso dunkelbraune Alula verfügt über braune Federsäume. Die Unterflügeldecken sind rötlichbraun, Beine, Füße und Krallen dunkel- oder bleigrau.
Das Aussehen des Federkleids von Jungvögeln ist nicht bekannt.

### Artabgrenzung
Der Naururohrsänger ist kleiner und kurzschnäbeliger als der Carolinenrohrsänger (A. syrinx) und der ausgestorbene Guamrohrsänger (A. luscinius). Außerdem ist seine Unterseite wärmer und dunkler gefärbt und der Kontrast zwischen Überaugenstreif und Ohrdecken ist nicht so stark ausgeprägt wie beim Carolinenrohrsänger. Durch die geringe Größe, den recht hellen Gesamteindruck und den im Vergleich zu den genannten Arten kürzeren Schnabel besteht eine Ähnlichkeit zur Unterart sumbae des Australrohrsängers (A. australis). Die kürzeren, im geschlossenen Zustand runden und nicht spitzen Flügel, die weniger dumpfe und rötlichbraune Oberseite, der dunklere Augenstreif sowie die dunklere Unterseite grenzen den Naururohrsänger vom Chinarohrsänger (A. orientalis) ab. Die Unterscheidung von ähnlichen Arten erübrigt sich allerdings in freier Natur, da der Naururohrsänger zurzeit der einzige bekannte Singvogel Naurus ist und auch nicht auf Nachbarinseln vorkommt.

Ähnliche Arten
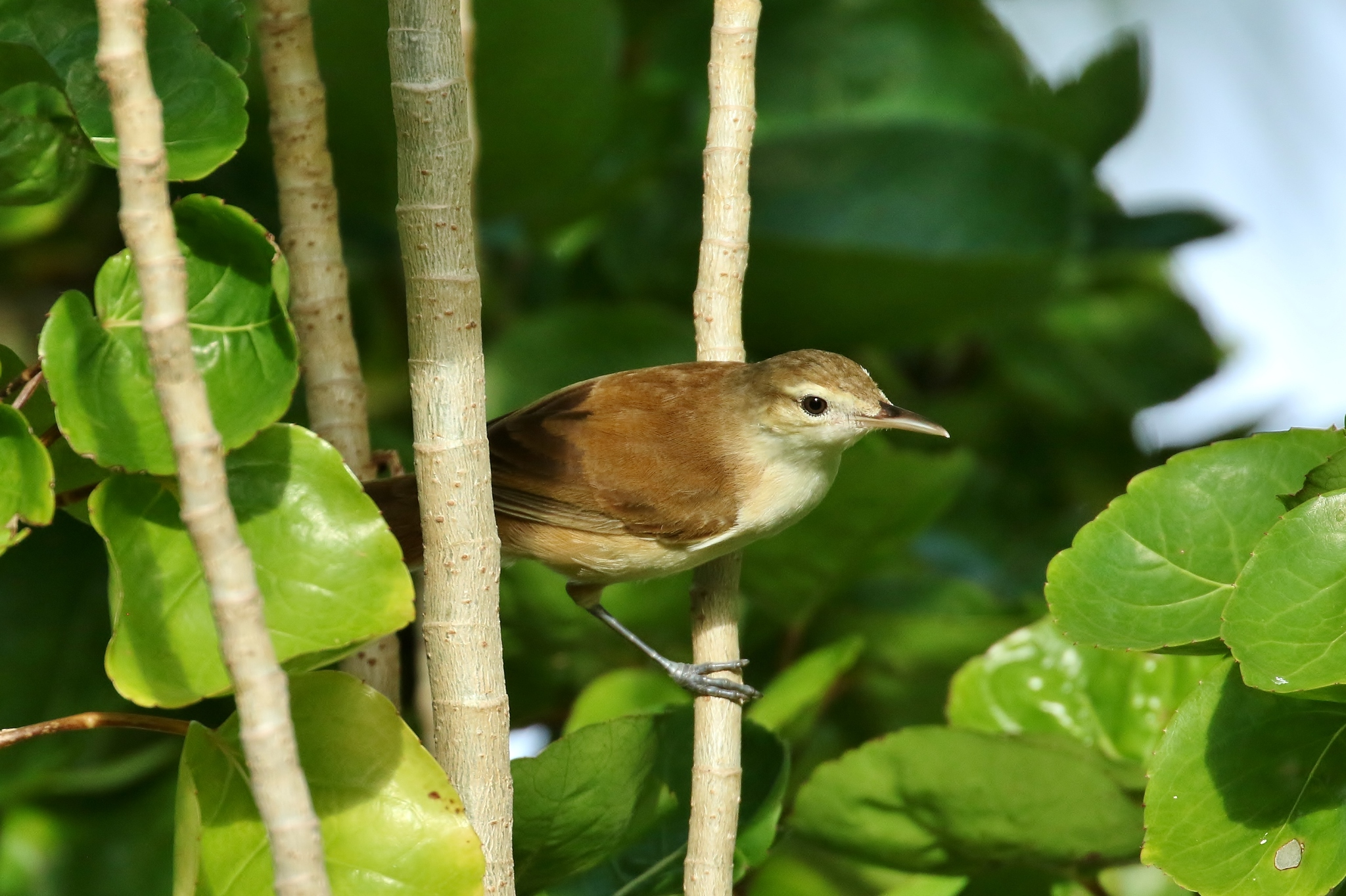
Carolinenrohrsänger (A. syrinx)
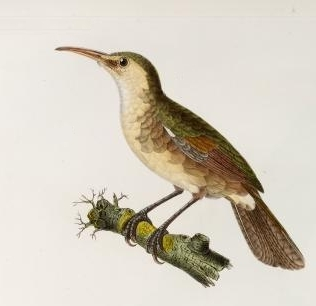
† Guamrohrsänger (A. luscinius)
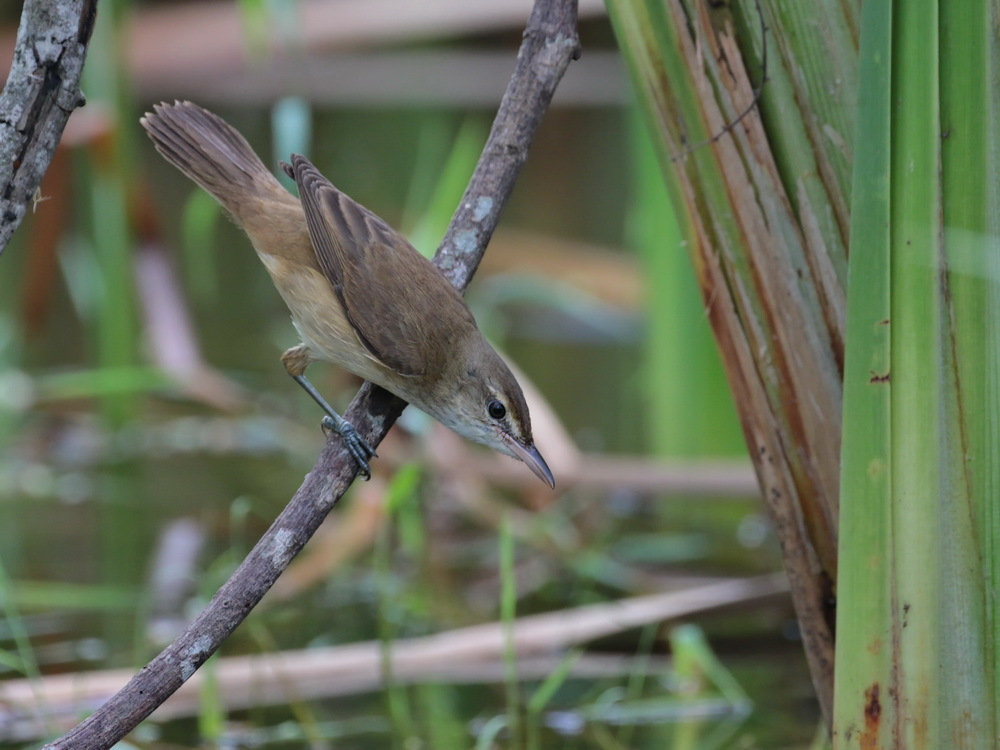
Chinarohrsänger (A. orientalis)

### Stimme
Die Stimmäußerungen wurden bislang nicht wissenschaftlich untersucht. Der Gesang wurde als ähnlich dem der Singdrossel (Turdus philomelos) und der Amsel (Turdus merula) beschrieben. Er wurde auch als eine Mischung des typischen Rohrsängergesangs und des Gesangs von Laubsängern (Phylloscopus), beispielsweise des Fitisses (P. trochilus) geschildert, dem allerdings sowohl die zusammenhängenden melodiösen als auch die rauen Töne des Gesangs des Drosselrohrsängers (Acrocephalus arundinaceus) fehlen. Es ist anzunehmen, dass er einen chuck-Ruf enthält, der von den meisten Rohrsängern Ozeaniens bekannt ist.

## Verbreitung
Dieser Endemit kommt nur auf Nauru, einer 21 Quadratkilometer großen Insel knapp südlich des Äquators im westlichen Südpazifik vor. Dort bewohnt die Art ein Gebiet von 18 Quadratkilometern, ist also fast über die gesamte Insel verbreitet. Der Naururohrsänger gilt als häufiger Vogel und derzeit einziger Singvogel der Insel. Es handelt sich bei ihm vermutlich um einen Standvogel, da bisher keine gesicherten Beobachtungen abseits Naurus gelangen. So konnte beispielsweise auf der nächstgelegenen Insel, dem 290 km entfernten Banaba, bislang keine Rohrsängerart nachgewiesen werden, obwohl dort üppige Vegetation und somit ein geeignetes Habitat besteht.
Es ist jedoch möglich, dass die Art früher auch auf anderen Inseln vorkam, wo sie inzwischen ausgestorben ist. Hierbei sind insbesondere von deutschen Ethnographen Anfang des 20. Jahrhunderts veröffentlichte Berichte eines als annañ, anang oder annãng bezeichneten kleinen Vogels von Interesse, der den dort ansässigen indigenen Völkern zufolge an den felsigen Küsten der nordwestlichen Marshallinseln und in Jaluit vorgekommen sein soll. Er wurde als schmetterlingsgroß, wohlriechend und bodenbewohnend beschrieben und ist wahrscheinlich um 1880 ausgestorben. Da diese Beschreibung zu keiner von den Marshallinseln bekannten Art passt, wurde vermutet, dass es sich dabei um Naururohrsänger gehandelt habe, zumal die bodenbewohnende Lebensweise zwischen Felsen nicht den ähnlichen Arten Carolinen- (A. syrinx) und Guamrohrsänger (A. luscinius) entspricht.

## Lebensraum

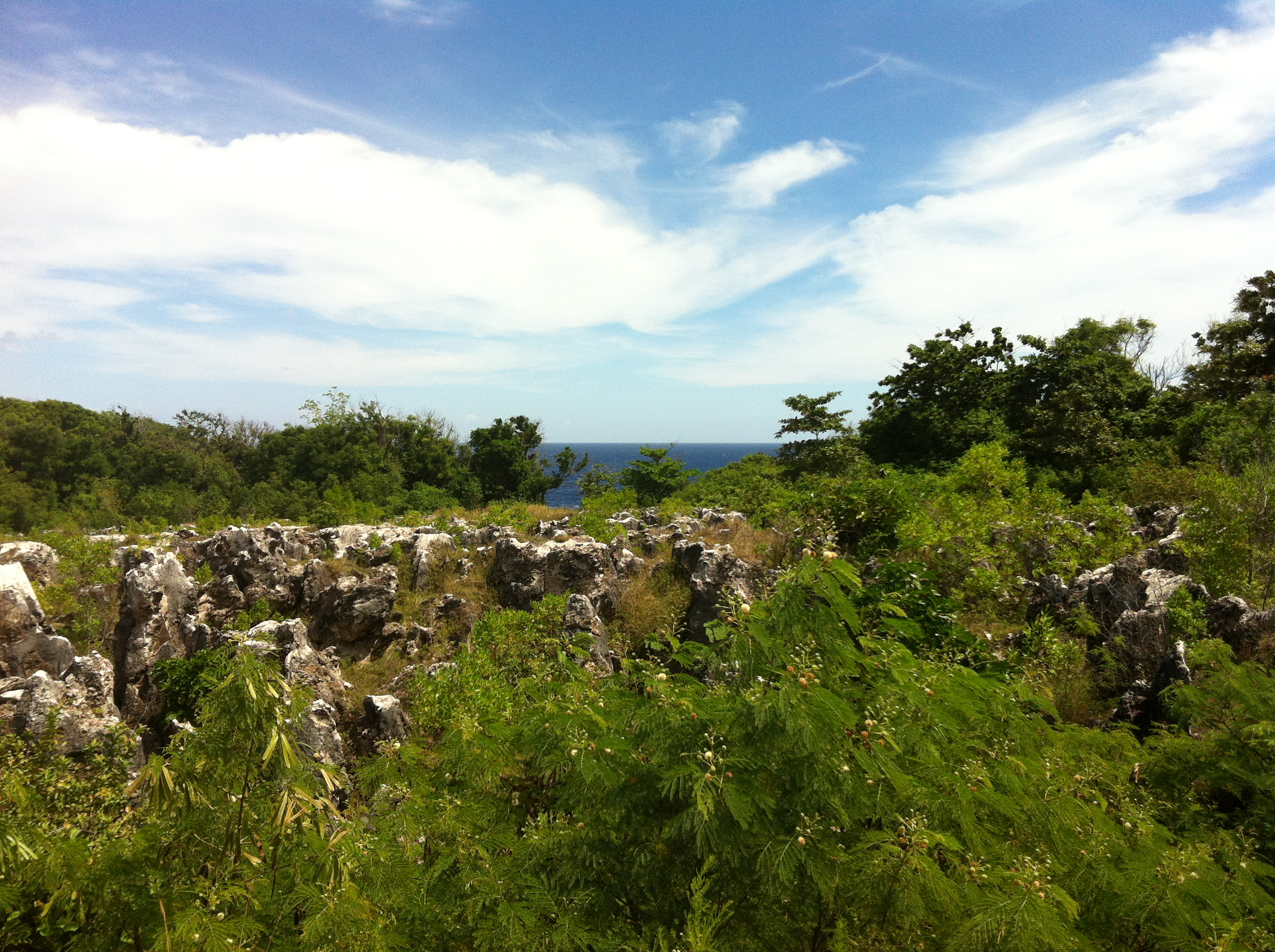
Mögliches Habitat auf Nauru

Der Naururohrsänger ist in verschiedenen busch- und baumbestandenen Habitaten wie beispielsweise in küstennahen Gärten oder ländlichen Gebieten anzutreffen, am häufigsten kommt er in den Reliktwäldern an den Steilhängen der Insel vor. Zudem bewohnt er in wieder steigender Zahl Busch- und kleinere Waldgebiete auf dem Zentralplateau, die sich aufgrund des Rückgangs des Phosphatabbaus auf der Insel erholen. Im Allgemeinen ist er bei der Habitatwahl nicht sehr wählerisch und dank seiner Anpassungsfähigkeit auch durch Menschen nachhaltig veränderten Gebieten nicht abgeneigt.

## Verhalten
Der spätere Erstbeschreiber Otto Finsch beschrieb den Vogel im Jahr 1881 als nicht scheu, sich aber häufig in dichtem Blattwerk von Bäumen und Büschen verbergend. Bei Störung fliege er nur eine kurze Strecke bis zum nächsten Busch oder Baum davon. Meist sei er allein oder paarweise anzutreffen.

### Ernährungsverhalten
Der Naururohrsänger ernährt sich von Insekten, ist also ein insektivorer Vogel. Finsch zufolge bevorzugt er dabei Segellibellen (Libellulidae). Aus dieser Familie wurden auf Nauru die Arten Diplacodes bipunctata, Wanderlibelle (Pantala flavescens), Tholymis tillarga und Tramea transmarina ssp. propinqua nachgewiesen. Die Nahrungssuche erfolgt in offenen, vegetationsarmen Gebieten am Boden, sonst in Gestrüpp, kleinen Bäumen oder an der Küste in den Kronen von Kokospalmen (Cocos nucifera). Die Beutetiere sammelt er von Blättern und Zweigen oder von einem niedrigen Ansitz aus vom Boden auf.

### Gesangsaktivität
Die Vögel der Art scheinen das ganze Jahr über zu singen, da im Dezember, März, April und Juli singende Vögel beobachtet wurden, wenngleich die Aktivität im späten März und frühen April niedriger als im Dezember war. Der Gesang ertönt sowohl aus Baumkronen, beispielsweise von Kokospalmen, als auch aus dem dichten Blattwerk der niedrigeren Schraubenbäume (Pandanus), manchmal sogar aus bodennahem Unterholz. Dabei halten sich singende Männchen bevorzugt auf trockenen Enden hoch gelegener Äste auf. Nach störungsbedingten Unterbrechungen wird der Gesang unmittelbar fortgesetzt.

### Fortpflanzungsverhalten

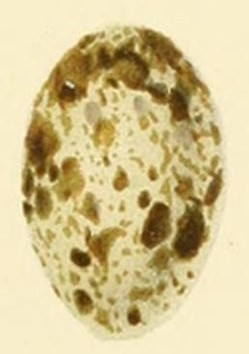
Ei, Abbildung von 1914

Der Naururohrsänger brütet vermutlich ganzjährig, da sowohl im Dezember als auch im Juli Nester mit frischen Eiern gefunden wurden. Das Nest ist becherförmig und besteht aus verwobenen Zweigen und Grashalmen, teilweise sind auch getrocknete Teile des Lorbeergewächses Cassytha filiformis oder Nadeln der Schachtelhalmblättrigen Kasuarine (Casuarina equisetifolia) verbaut. Es liegt in Gestrüpp, Büschen oder Bäumen, beispielsweise in Hibisken (Hibiscus) oder in Linden (Tilia), in einer Astgabel in Höhen von durchschnittlich 0,5 bis 3 m über dem Boden. Es wurden allerdings auch schon Nester auf dem Boden und in Höhen von bis zu 8 m gefunden. Das Gelege besteht vermutlich aus zwei bis drei Eiern. Weitere Details zum Fortpflanzungsverhalten sind nicht bekannt.

## Gefährdungssituation und Bestand

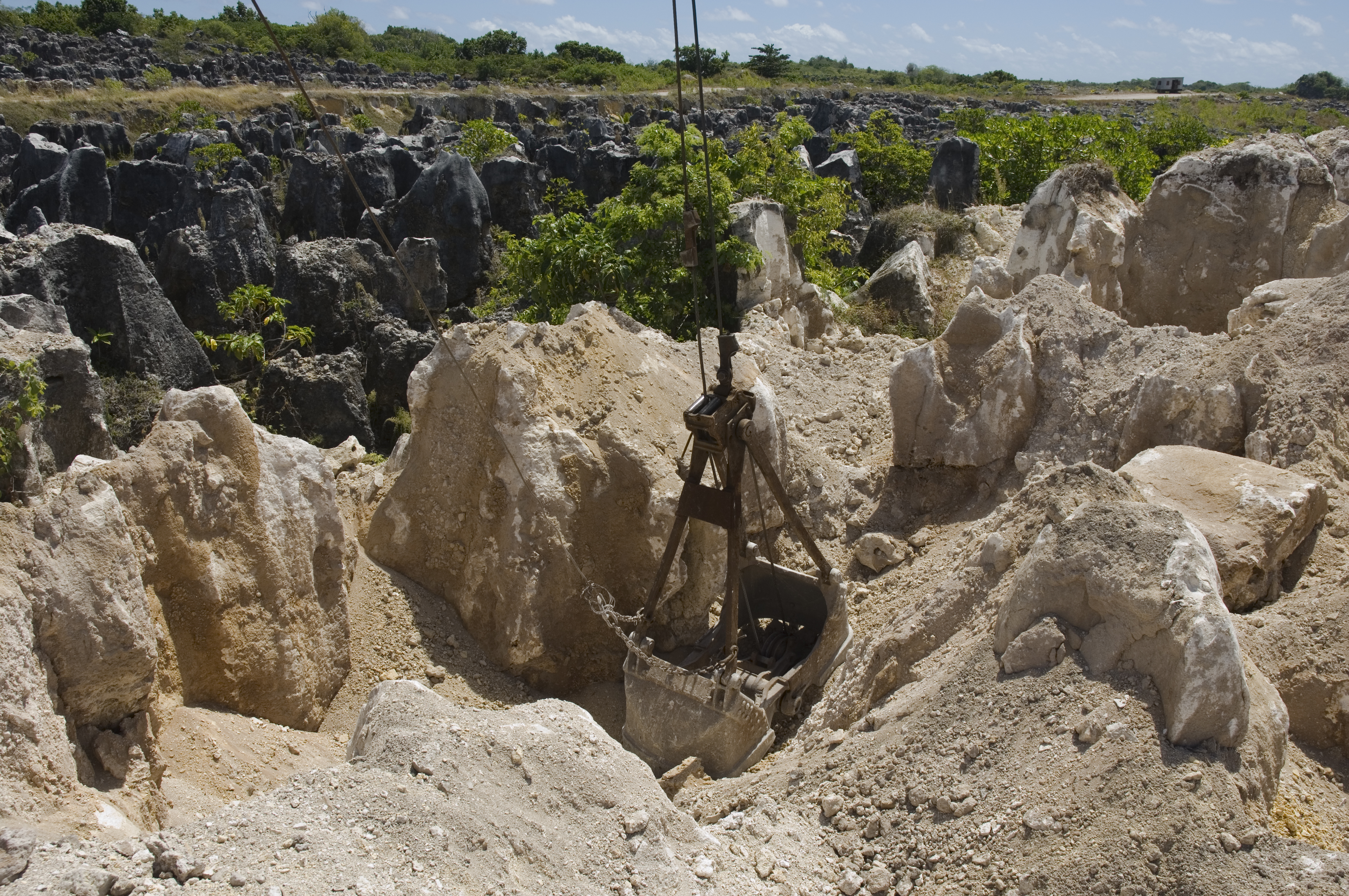
Der Phosphatabbau auf Nauru hat große Teile der natürlichen Vegetation, insbesondere in Form von Wäldern, zerstört.

Die Art wird wegen ihres beschränkten Vorkommens in der Roten Liste der IUCN als gefährdet (Vulnerable) eingestuft. Der Bestand wurde im Jahr 2008 auf 3000 adulte Individuen oder 5000 Individuen insgesamt geschätzt und der Populationstrend wird als stabil angegeben. Frühere Bestandsrückgänge sind auf den fast 80 Jahre betriebenen, intensiven Phosphatabbau auf Nauru zurückzuführen, der große Teile der Inselnatur zerstört hat; inzwischen wurde er jedoch eingeschränkt und ehemalige Abbaugebiete können sich wieder erholen. Als potenzielle zukünftige Bedrohungen nennt die IUCN Zyklone, die aufgrund des stark begrenzten Verbreitungsgebiets von nur 18 km² zum Verlust eines großen Teils des passenden Habitats führen könnten, auch wenn die Art in der Habitatwahl recht flexibel ist, und die mögliche Einführung von invasiven, neobiotischen Prädatoren wie zum Beispiel Ratten (Rattus spp.), insbesondere Asiatische Hausratten (R. tanezumi) und Pazifische Ratten (R. exulans), sowie Hauskatzen (Felis catus), die bei vielen anderen auf kleinen Inseln endemischen Rohrsängern zu massiven Bestandseinbußen geführt haben.
Der Naururohrsänger wird in der The Island of Nauru Wild Birds Preservation Ordinance 1937 als geschützt gelistet und darf daher nicht bejagt werden.

## Systematik und Forschungsgeschichte
Am 24. Juli 1880 besuchte der deutsche Forschungsreisende und Ornithologe Otto Finsch als wohl erster Naturforscher überhaupt die Insel Nauru und hielt sich dort für sechs Stunden auf, in denen er unter anderem eine Singvogelart beobachtete und einige Individuen dieser Art schoss, die er als Carolinenrohrsänger (damals Calamoherpe syrinx) bestimmte. Seine Beobachtungen und Erlebnisse veröffentlichte er im Jahr 1881 in dem britischen Quartalsjournal The Ibis. Als er zwei Jahre später die gesammelten Bälger erneut untersuchte, stellte er fest, dass er die Art falsch bestimmt hatte, woraufhin er sie im Jahr 1883 ebenfalls im Journal The Ibis  als Calamoherpe rehsei erstbeschrieb. Das Artepitheton ehrt den deutschen Ornithologen Ernst Rehse, der als Vogelsammler in Ozeanien tätig war und Finsch auf dessen Reisen begleitete.
Später wurde die Gattung Calamoherpe mit den Rohrsängern (Acrocephalus) synonymisiert und der Naururohrsänger häufig als konspezifisch mit dem ausgestorbenen Guamrohrsänger (A. luscinius) betrachtet.
Im Jahr 2011 ergab eine von Alice Cibois et al. durchgeführte Analyse der mitochondrialen DNA der Rohrsängerarten des Pazifiks, dass der Naururohrsänger zusammen mit dem Kiribatirohrsänger (A. aequinoctialis), dem ausgestorbenen Paganrohrsänger (A. yamashinae), dem Südmarquesas-Rohrsänger (A. mendanae), dem Carolinenrohrsänger (A. syrinx), dem Australrohrsänger (A. australis) und dem Marianenrohrsänger (A. hiwae) eine monophyletische Klade bildet, die als „mikronesische Klade“ bezeichnet wurde (Kladogramm siehe rechts). Am nächsten ist er mit dem Paganrohrsänger verwandt, gefolgt vom Südmarquesas- und vom Kiribatirohrsänger. Die Untersuchung ergab auch, dass der Guamrohrsänger nicht näher mit den anderen pazifischen Rohrsängern und somit auch nicht mit dem Naururohrsänger verwandt ist. Wegen dieser genetischer Differenz und aufgrund morphologischer Unterschiede wie zum Beispiel der deutlich geringeren Größe und des kürzeren Schnabels des Naururohrsängers gilt er seitdem als eigene Art.
Die Art gilt als monotypisch, da keine Unterarten anerkannt sind.

## Stammesgeschichte
Aufgrund der oben genannten Ergebnisse der mtDNA-Analyse von Alice Cibois et al. von 2011 wird vermutet, dass alle Rohrsänger des tropischen Pazifiks – außer dem Guamrohrsänger (A. luscinius), der bis zu seinem Aussterben auf Guam, der größten und ältesten Insel der Marianen, vorkam – einen gemeinsamen Vorfahren hatten. Die Besiedlung der pazifischen Inseln durch Radiation erfolgte wohl nicht Insel für Insel von West nach Ost, sondern verlief deutlich komplexer. Der Zeitpunkt der Besiedlung Naurus ist nicht genau geklärt, jedoch erfolgte sie wahrscheinlich im mittleren bis späten Pleistozän, also vor etwa 781.000 bis 11.700 Jahren und somit erst deutlich später als die Entstehung der Insel vor etwa 40 Millionen Jahren.